# Ptilostemon stellatus
Ptilostemon stellatus ist eine Pflanzenart aus der Gattung Elfenbeindisteln (Ptilostemon) in der Familie der Korbblütler (Asteraceae).

## Merkmale
Ptilostemon stellatus ist ein einjähriger, kautiger Schaft-Therophyt, der Wuchshöhen von 15 bis 30 (selten 6 bis 70) Zentimeter erreicht. Die Blätter sind lineal bis lineal-lanzettlich und ganzrandig. Die Oberseite ist fein borstig behaart, beide Seiten weisen am Grund 1 bis 3 kräftige Dornen auf. Die Köpfchen sind einzeln und haben einen Durchmesser von 10 bis 15 Millimeter. Die Spitze der Hüllblätter ist lang, abstehend bis aufrecht-abstehend und stechend.
Die Blütezeit reicht von Mai bis Juli.

## Vorkommen
Ptilostemon stellatus kommt im nordöstlichen Mittelmeerraum in Italien, Sizilien, auf Kreta und auf der Balkanhalbinsel vor. Auf Kreta wächst die Art auf trockenem Brachland und Weiden in Höhenlagen von 0 bis 800 Meter.

## Belege
- Ralf Jahn, Peter Schönfelder: Exkursionsflora für Kreta. Mit Beiträgen von Alfred Mayer und Martin Scheuerer. Eugen Ulmer, Stuttgart (Hohenheim) 1995, ISBN 3-8001-3478-0, S. 323.